# Lajtai István
Lajtai István (Vác, 1945. január 13. – 2024. március 15.) magyar vendéglátóipari szakember, politikus, országgyűlési képviselő.

## Életpályája

### Iskolái
Általános iskolai tanulmányait Veresegyházon végezte el. 1969-ben érettségizett a váci Közgazdasági Technikumban. 1984-ben végzett a Kereskedelmi és Vendéglátóipari Főiskola hallgatójaként. 1992-ben a Budapesti Közgazdaságtudományi Egyetemen szakközgazdász lett.

### Pályafutása
1959–1965 között a Váci Vendéglátóipari Vállalatnál szakács és konyhafőnök volt. 1965–1969 között étterem- és szállodavezetőként dolgozott. 1969–1979 között a Dunai Cement- és Mészműveknél szakoktatási és oktatási csoportvezető volt. 1979–1990 között a Vác és Vidéke ÁFÉSZ személyzeti és oktatási osztályvezetője, majd termeltetési, felvásárlási és értékesítési, ipari és beruházási főosztályvezetője volt. 1990–1994 között vállalkozó; a Lajtex Bt. társtulajdonosa volt. 1996–2000 között munkaügyi döntőbíró és közvetítő volt. 1998-ban nyugdíjba vonult. 1999-ben a Váci Profi Futball Klub Kft. ügyvezető igazgatója volt.

### Politikai pályafutása
1972–1989 között az MSZMP tagja volt. 1988–1989 között a reformkörök Pest megyei elnöke volt. 1989-től az MSZP tagja volt. 1990–1994 között az MSZP váci városi elnöke, valamint váci önkormányzati képviselő volt. 1990–1995 között az MSZP Pest megyei elnöke volt. 1994–1998 között országgyűlési képviselő (Pest megye) volt. 1994–1998 között a Honvédelmi bizottság tagja volt. 1995–1999 között a magyar stratégiai bizottság elnöke volt. 1998-tól a váci polgármester (Lábai László) főtanácsadója volt. 1998-ban és 2002-ben képviselőjelölt volt. 2002–2006 között a Pest Megyei Közgyűlés tagja volt.

## Családja
Szülei: Lajtai István (1912–1945) és Kovács Szeréna (1926-?) voltak. 1967-ben házasságot kötött Kovács Máriával. Két fia van: Péter Attila (1964; nevelt) és István (1969).

## Díjai
- Haza Szolgálatáért Érdemérem arany fokozata (1973)[3]
- KISZ Érdemérem (1974)
- az Építésügyi és Városfejlesztési Minisztérium Kiváló Dolgozója (1976)
- Pro Urbe Vác (posztumusz, 2024)[4]